# The Moving Sidewalks
The Moving Sidewalks byla americká rocková skupina, založená v roce 1966 v Houstonu ve státě Texas. Jejími členy byli zpěvák a kytarista Billy Gibbons, varhaník Tom Moore, baskytarista Don Summers a bubeník Dan Mitchell. Své první a jediné album nazvané Flash skupina vydala v roce 1968. Když v roce 1969 Tom Moore a Don Summers odešli do armády, Gibbons s Mitchelem k sobě přijali ještě Laniera Greiga a tím vznikla původní sestava skupiny ZZ Top.
V roce 2013 byla skupina obnovena pro jeden koncert v klasické sestavě.